# Алфредо Роко
Алфредо Роко (Alfredo Rocco) е италиански юрист и политик.
Само на 24 години става професор по право в Пармския университет, а после преподава в Урбинския университет и в Мачерата.
Има голям принос за ранното развитие на икономическите и политическите принципи на корпоративизма, който по-късно заляга в основата на идеологията на Националната фашистка партия в Италия. Критикува икономическия либерализъм, политическия индивидуализъм и Марксовия социализъм, тъй като пораждат разделения в обществото и в държавата и следователно ги отслабват.
Служи като министър на правосъдието от 1925 до 1932 година.